# أبطال العالم المسيحي السبعة
أبطال العالم المسيحي السبعة هو لقب يشير إلى سبع قديسين وهم القديس جرجس، القديس أندراوس، القديس باتريك، القديس دينيس، يعقوب بن زبدى، أنطونيو من لشبونة، القديس ديوي. وهم القديسين الرعاة، على التوالي، في إنجلترا، اسكتلندا، أيرلندا، فرنسا، إسبانيا، البرتغال، وويلز.
وكان أبطال العالم المسيحي السبعة مركز للعديد من الموضوعات في الفن المسيحي والفولكلور والأدب المسيحي والقصص البطولية، وعلى الأخص في كتاب 1596 من قبل ريتشارد جونسون بعنوان تواريخ شهر أبطال العالم المسيحي السبع.
خلال العصور الوسطى أصبح أبطال العالم المسيحي السبعة مركز للعديد من الأساطير والقصص منها أسطورة القديس باتريك والثعابين والقديس جرجس والتنين وحرب القديس يعقوب ضد المغاربة، وقد انتشرت هذه الأساطير على نطاق واسع في أوروبا وفي الأدب الغربي.